# هیدهیتو شیراو
هیدهیتو شیراو (انگلیسی: Hidehito Shirao؛ زادهٔ ۳۰ سپتامبر ۱۹۸۰) بازیکن فوتبال اهل ژاپن است.
از باشگاه‌هایی که در آن بازی کرده‌است می‌توان به باشگاه فوتبال ماتسوموتو یاماگا اشاره کرد.